# Tour de la Banque centrale du Zimbabwe
La Tour de la Banque Centrale du Zimbabwe est un gratte-ciel de 120 mètres de hauteur construit de 1993 à 1997 à Harare, la capitale du Zimbabwe .
Il abrite sur 28 étages le siège de la banque centrale du Zimbabwe (New Reserve Bank of Zimbabwe), la banque centrale étant chargée notamment de l'émission des pièces et des billets de banque.
C'est le plus haut immeuble et le seul gratte-ciel du Zimbabwe.
C'est aussi l'un des gratte-ciel le plus isolé du monde.
L'immeuble a été conçu par l'agence d'architecture Clinton & Evans